# أليكس باتيسون
أليكس باتيسون (بالإنجليزية: Alex Pattison) هو لاعب كرة قدم بريطاني في مركز لاعب وسط، ولد في 6 سبتمبر 1997 في دارلينغتون في المملكة المتحدة. لعب مع نادي ميدلزبره وويكمب وندررز ونادي يورك سيتي ويوفل تاون.

## وصلات خارجية
- أليكس باتيسون على موقع قاعدة بيانات كرة القدم.إي يو (الإنجليزية)
- أليكس باتيسون على موقع Soccerbase.com (لاعب) (الإنجليزية)
- أليكس باتيسون على موقع Soccerway.com (الإنجليزية)